# Teinoletis simoenta
Teinoletis simoenta är en fjärilsart som beskrevs av Achille Guenée 1852. Teinoletis simoenta ingår i släktet Teinoletis och familjen nattflyn. Inga underarter finns listade i Catalogue of Life.